# Lycosa malitiosa
Lycosa malitiosa es una especie de araña araneomorfas de la familia Lycosidae. Es un habitante frecuente de los pastizales.
Hay muchas otras Lycosa, como la tarántula europea Lycosa tarantula, de tamaño muy variable.